# Jüdischer Friedhof (Rehweiler)

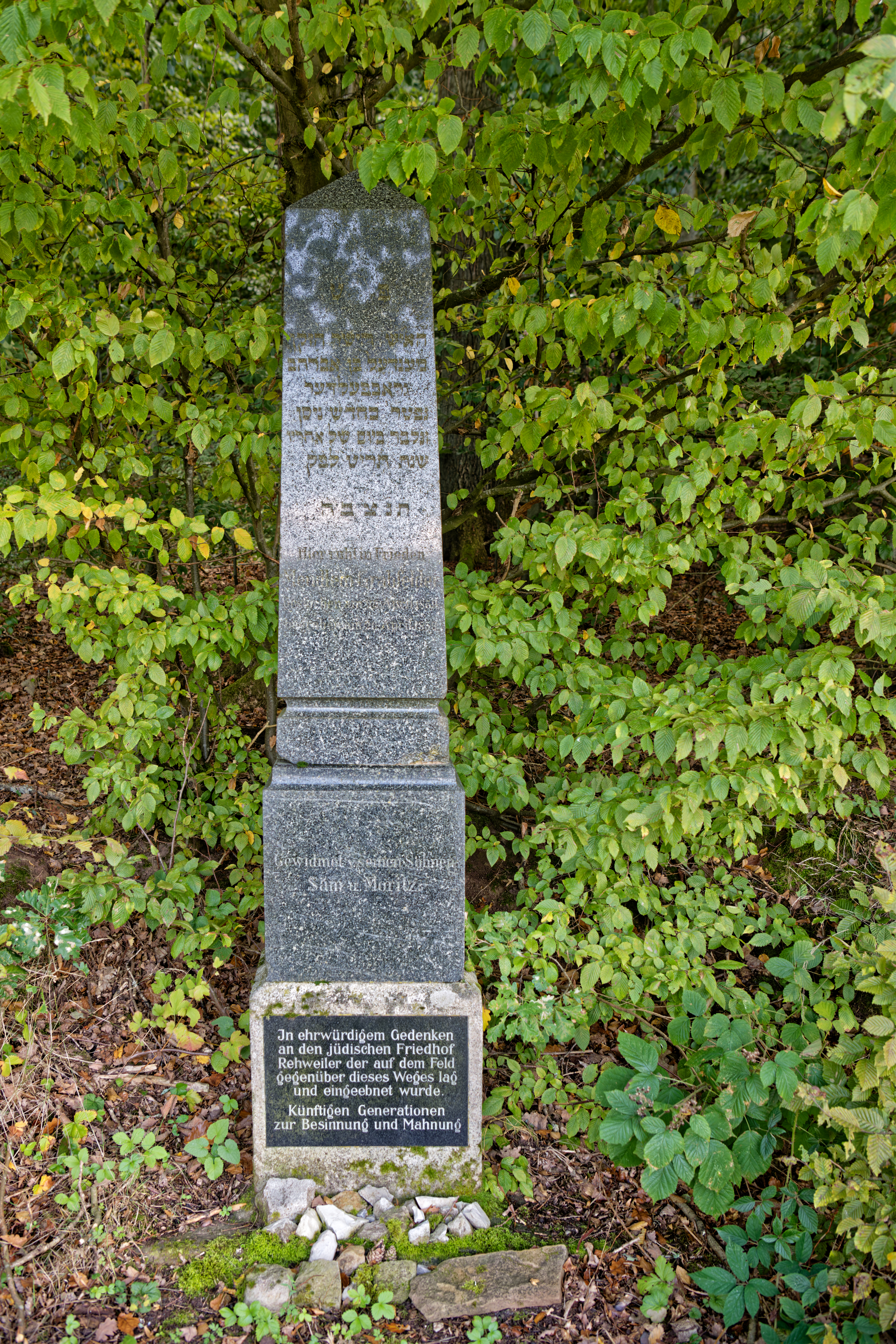
Grabdenkmal für Mendel Grabfelder

Der Jüdische Friedhof in Rehweiler ist eine ehemalige Begräbnisstätte der Juden in dem Geiselwinder Ortsteil im unterfränkischen Landkreis Kitzingen. Der Friedhof entstand im 19. Jahrhundert und wurde 1938 aufgelassen.

## Geografische Lage
Der alte Friedhof befand sich inmitten des Dorfes, für den neuen Friedhof wurde im Osten von Rehweiler eine Stelle gerodet. Heute erstreckt sich dort die Flur Judenholz, die an den Friedhof erinnert. Nördlich davon verläuft die Kreisstraße KT 15, im Nordosten liegt Geiselwind. Im Süden befindet sich der Geiselwinder Ortsteil Dürrnbuch. Westlich liegt Rehweiler, nur getrennt durch den Grundbach.

## Geschichte
Die Geschichte des Friedhofes ist eng mit der der israelitischen Kultusgemeinde in Rehweiler verbunden. Zu Beginn des 18. Jahrhunderts etablierte sich eine jüdische Gemeinde in dem Steigerwalddorf. Die jüdischen Neusiedler benötigten bald einen eigenen Friedhof, den sie im Jahr 1725 inmitten des Dorfes einrichteten. Nachdem das Dorf 1803 zu Kurpfalz-Bayern gehört hatte, ordneten die neuen Herren an, den Friedhof außerhalb der Wohnbebauung in den Steigerwald zu verlegen.
Die jüdische Gemeinde protestierte dagegen und konnte die Verlegung bis 1812 verhindern. Der Friedhof erhielt dann einen Platz im Osten des Dorfes. Nachdem sich die Gemeinde zu Beginn des 20. Jahrhunderts aufgelöst hatte, ließ man 1938 auch den Friedhof auf. Seit 1987 erinnert ein Grabstein an den Friedhof. Die Inschrift lautet: „Hier ruht in Frieden Mendlein Grabfelder,/ gestorben am 25. April 1859,/ begraben am 26. April 1859./ In ehrwürdigem Gedenken an den jüdischen Friedhof Rehweiler,/ der auf dem Feld gegenüber dieses Weges lag/ und eingeebnet wurde./ Künftigen Generationen zur Besinnung und Mahnung.“